# Mniej niż zero (Lady Pank)
Mniej niż zero – drugi singel zespołu Lady Pank, pierwszy pochodzący z debiutanckiego albumu Lady Pank. Kompozytorem utworu jest Jan Borysewicz, a autorem tekstu – Andrzej Mogielnicki.
Na singlu na stronie A znalazła się druga wersja tytułowego „Mniej niż zero”, a na stronie B – „Pokręciło mi się w głowie”, także napisany przez duet Borysewicz–Mogielnicki.

## Historia utworu
Utwór „Mniej niż zero” został nagrany po raz pierwszy jeszcze przed ukształtowaniem się składu zespołu. Pierwszą wersję piosenki zaśpiewał Jan Borysewicz. Pierwsza, hardrockowa wersja utworu nie spodobała się ani Borysewiczowi, ani Mogielnickiemu. Nowa wersja powstała krótko po dołączeniu do zespołu Pawła Mścisławskiego i Jarosława Szlagowskiego, którzy dodali nowe elementy do melodii. Kolejna nowa wersja „Mniej niż zero” powstała po dołączeniu do zespołu Janusza Panasewicza. Zgodnie z obiegową opinią, w celu stłumienia silnego gitarowego brzmienia z intro Panasewicz miał zagrać na grzebieniu fragment melodii. W rzeczywistości ten zabieg zaczął być wykorzystywany dopiero na koncertach, a w studiu nagraniowym fragment melodii zagrał na moogu asystent realizatora nagrań Mariusz Zabrodzki. W studiu wprowadzono także okrzyki, których ton podał Mogielnicki. Ostatnie okrzyki w piosence zostały chóralnie zaśpiewane a cappella.
Tekst do „Mniej niż zero” powstał na początku 1983. Opisuje on historie ambitnego, młodego człowieka, który po wkroczeniu w dorosłość orientuje się, że jest wyłącznie nic nie znaczącym elementem społeczeństwa. Premiera piosenki miała odbyć się w kwietniu tego samego roku, lecz ze względu na fragment „zaliczona matura na pięć” zdecydowano się na przesunięcie premiery o miesiąc. W 2012 utwór został wykorzystany w telewizyjnym spocie reklamującym Bank Millenium.

### Utwór a śmiertelne pobicie Przemyka
Utwór ten był analizowany przez Departament II MSW. W opracowaniu wskazywano, że piosenka zawiera treści, które mogą być interpretowane jako protest song przeciwko śmiertelnemu pobiciu w maju Grzegorza Przemyka (zwracano szczególnie uwagę na fragmenty „Twoje miejsce na Ziemi tłumaczy / Zaliczona matura na pięć” oraz „Są tacy – to nie żart, / dla których jesteś wart / Mniej niż zero”). Ustalono, że „Mniej niż zero” powstało miesiąc przed pobiciem Przemyka, przez co nie mógł stanowić reakcji muzyków na jego śmierć. Mogielnicki przyznał, że był obserwowany przez SB.
Wokalista Lady Pank Janusz Panasewicz stwierdził, że „Mniej niż zero” jest komentarzem zespołu wobec pobicia Grzegorza Przemyka.

## Wystąpienia
31 grudnia 2024 utwór został zaprezentowany telewidzom stacji Polsat podczas Sylwestrowej Mocy Przebojów organizowanej w Toruniu.

## „Mniej niż zero” na LP Trójki
Utwór „Mniej niż zero” zadebiutował na Liście przebojów Programu Trzeciego 21 maja 1983 roku i utrzymywał się w zestawieniu przez 13 tygodni. Po tym, gdy na pogrzebie Przemyka młodzież zaczęła śpiewać tę piosenkę, SB zdecydowało się na zdjęcie utworu z listy radiowej Trójki. Później utwór kilka razy znalazł się na liście.

### Notowania
| Notowanie         | 57 | 58  | 59 | 60 | 61 | 62 | 63 | 64 | 65–66 | 67 | 68 | 69 | 151 | 200 | 250 | 302 | 666 | 1509s |
| Pozycja na liście | 24 | 2   | 2  | 2  | 1  | 1  | 1  | 1  | 4     | 4  | 7  | 16 | 15  | 20  | 27  | 37  | 40  | 20    |
| Trend             | N  | +22 | 0  | 0  | 1  | 0  | 0  | 0  | −3    | 0  | −3 | −9 | N   | 0   | 0   | 0   | 0   | 0     |

Źródło: Lista przebojów Programu Trzeciego.

## „Mniej niż zero” na albumach Lady Pank
- 1983: Lady Pank
- 1985: Drop Everything[b]
- 1990: The Best of Lady Pank
- 1992: Lady Pank ’81–’85
- 1994: Trójka Live!
- 1995: Mała wojna – akustycznie
- 1995: Gold
- 1997: W transie
- 1999: Koncertowa[c]
- 2000: Złote przeboje
- 2002: Besta besta
- 2004: The Best – Zamki na piasku
- 2012: Symfonicznie[d]

## Twórcy
- Jan Borysewicz – gitara solowa, chór
- Janusz Panasewicz – śpiew, chór
- Paweł Mścisławski – bas, chór
- Edmund Stasiak – gitara, chór
- Jarosław Szlagowski – perkusja, chór